# Wiesław Romaniuk
Wiesław Romaniuk (ur. 10 stycznia 1963 w Białymstoku) – polski piłkarz i trener.